# Estádio Vila Capanema
Estádio Durival Britto e Silva, mer känd under namnet Estádio Vila Capanema är en fotbollsarena i Curitiba, Brasilien. Arenan invigdes den 23 januari 1947. 
Under fotbolls-VM 1950 var arenan värd för två matcher: Spanien mot USA och Sverige mot Paraguay.